# 彼得·布莱克本
彼得·布莱克本（英語：Peter Blackburn，1968年3月25日—），澳大利亚男子羽毛球运动员。他曾代表澳大利亚参加1990年、1994年、1998年和2002年英联邦运动会羽毛球比赛，获得四枚铜牌。